# Prémontré
Prémontré is een gemeente van 775 inwoners op een twintigtal kilometer van Laon in het noorden van Frankrijk, in het departement Aisne (Hauts-de-France).
Het is vooral bekend voor de abdij van Prémontré.

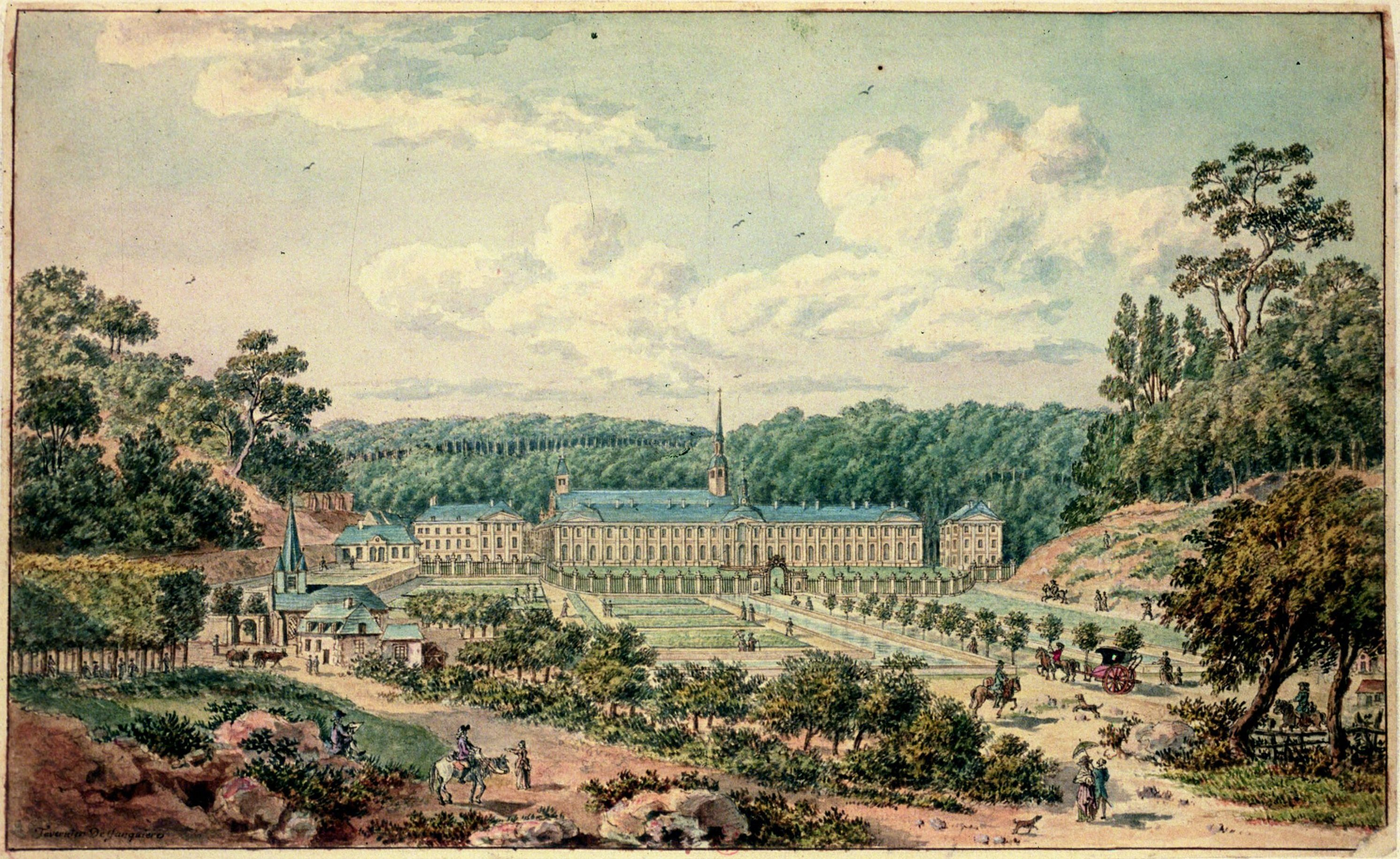
Abdij van Prémontré (ca.1780), Tavernier de Jonquières, BnF
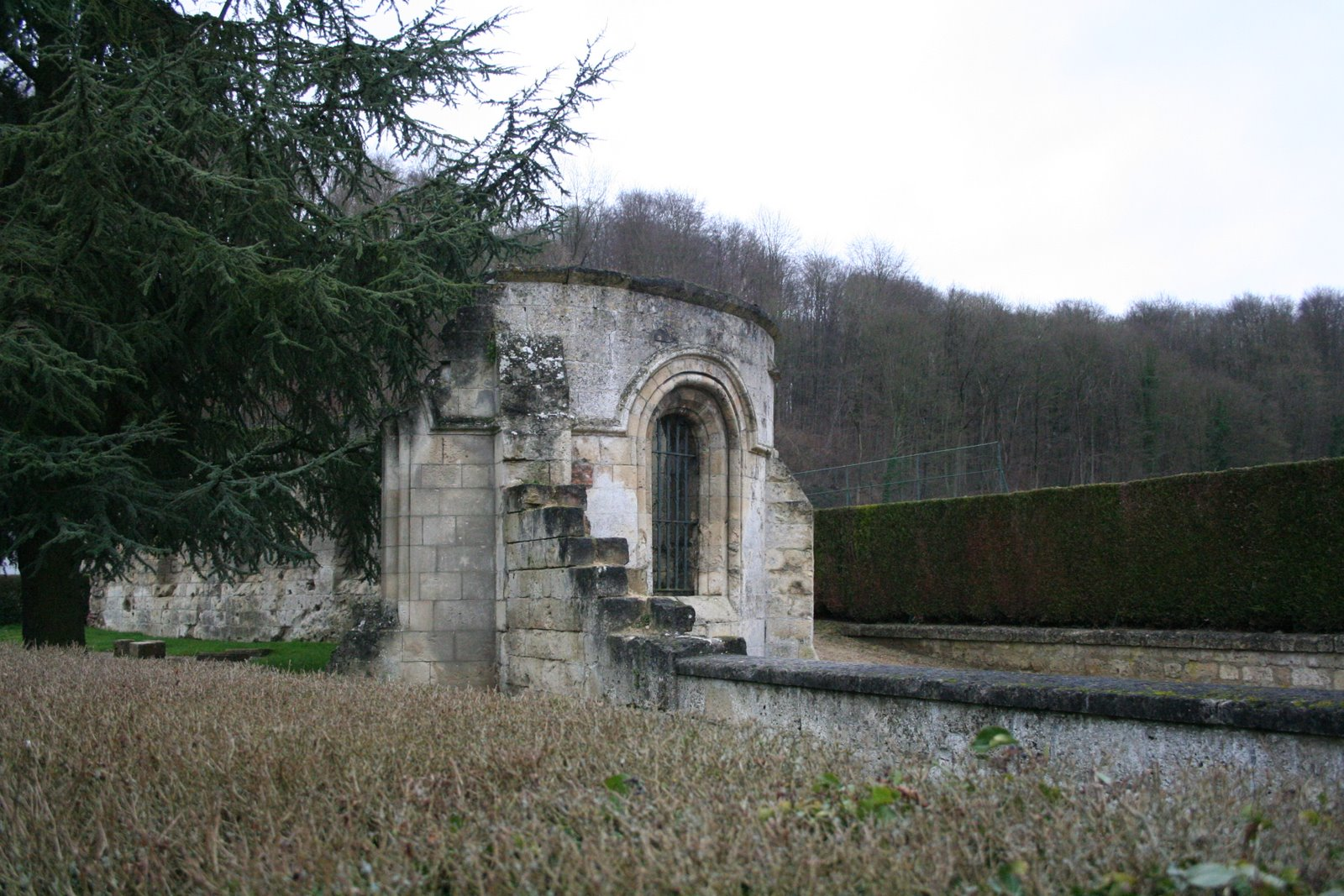
Ruïne van de eerste abdijkerk

## Demografie
Onderstaande figuur toont het verloop van het inwonertal (bron: INSEE-tellingen).
Vanwege een beveiligingsprobleem met de MediaWiki Graph-software is het momenteel niet mogelijk deze grafiek weer te geven. Zodra de software is bijgewerkt zal de grafiek vanzelf weer zichtbaar worden.
1. ↑  Populations de référence 2022.